# Dofí de l'Indus
El dofí de l'Indus (Platanista minor) és una espècie de cetaci de la família dels platanístids. És endèmic de la conca de l'Indus (Índia i Pakistan), on sol viure a les parts més profundes dels rius. Està amenaçat per la construcció de preses d'aigua al seu medi. El seu nom específic, minor, significa 'menor' en llatí. En el passat ha estat considerat una subespècie del dofí del Ganges (P. gangetica).